# Tord Bengtsson
Tord Bengtsson, född 1950 i Helsingborgs Maria församling, är en svensk musiker (multiinstrumentalist).
Bengtsson har varit medlem i bland annat Arbete & fritid och Hellzephyrs poporkester. Han är uppvuxen i Grängesberg och numera bosatt i Orsa. Han är bror till Mats G. Bengtsson.